# Télévision Côte d’Ivoire

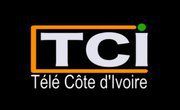
Logo Télévision Côte d’Ivoire

Télévision Côte d’Ivoire (auf deutsch Fernsehen Elfenbeinküste) oder abgekürzt TCI ist ein ivorischer Fernsehsender, der vom jetzigen Präsidenten Alassane Ouattara im Januar 2011 am Beginn der Regierungskrise  2010/2011 als Gegengewicht zum damaligen Staatssender Radiodiffusion-Télévision ivoirienne gegründet worden war.
Er wird von der Partei Rassemblement des Républicains kontrolliert.

## Geschichte
Am Abend des 11. April rief Laurent Gbagbo, kurz nach seiner Festnahme im Zuge der Regierungskrise 2010/2011, in einer kurzen Fernsehansprache in TCI, seine Anhänger dazu auf die Waffen niederzulegen.